# Estados Unidos y la Convención de las Naciones Unidas sobre el Derecho del Mar

Firmada y ratificada
Firmada pero no ratificada
No firmada

Estados Unidos fue una de las naciones que participaron en la III Conferencia de las Naciones Unidas sobre el Derecho del Mar, que se llevó a cabo entre 1974 y 1982 y que dio como resultado el tratado internacional conocido como Convención de las Naciones Unidas sobre el Derecho del Mar (CONVEMAR). Estados Unidos también participó en las negociaciones posteriores de modificaciones del tratado de 1990 a 1994. La CONVEMAR entró en vigor en 1994. Aunque Estados Unidos ahora reconoce la CONVEMAR como una codificación del derecho internacional consuetudinario, no la ha firmado.
La CONVEMAR define los derechos y responsabilidades de las naciones en el uso de los océanos del mundo; establece lineamientos para las empresas, el medio ambiente y el manejo de los recursos naturales marinos. Hasta la fecha, 167 países y la Unión Europea se han adherido a la Convención.

## Historia

### CONVEMAR III

Áreas marítimas en el derecho internacional (vista superior)

La III Conferencia de las Naciones Unidas sobre el Derecho del Mar (CONVEMAR III) se convocó de junio a agosto en Caracas, Venezuela en 1974. Los temas más importantes que se trataron fueron el establecimiento de límites, navegación, estado de archipiélago y regímenes de tránsito, zonas económicas exclusivas (ZEE), la jurisdicción de la plataforma continental, la minería de los fondos marinos, el régimen de explotación, la protección del medio marino, la investigación científica y la resolución de disputas sobre límites marítimos. Con la participación de más de 160 naciones, la Conferencia continuó hasta su reunión final a fines de 1982, momento en el que fue firmado el acta final y  la Convención fue abierta para su firma. Con el paso del tiempo, quedó claro que los Estados Unidos, entre otros países desarrollados, no estaban dispuestos a aceptar la Parte XI de la Convención, concerniente a las porciones de los fondos marinos profundos y la extracción de metales potencialmente valiosos.
Estados Unidos objetó la Parte XI de la Convención por varios motivos, argumentando que el tratado era desfavorable para los intereses estadounidenses en materia económica y de seguridad. Estados Unidos afirmó que las disposiciones del tratado no eran favorables al libre mercado y estaban diseñadas para favorecer los sistemas económicos de los estados comunistas. Estados Unidos también argumentó que la Autoridad Internacional de los Fondos Marinos establecida por la Convención podría convertirse en una burocracia abultada y costosa, debido a una combinación de grandes ingresos y un control insuficiente sobre para qué se podrían utilizar los ingresos.
Estados Unidos aceptó todo menos la Parte XI como derecho internacional consuetudinario. En marzo de 1983, el presidente Ronald Reagan, mediante la Proclamación N.º 5030, reclamó una zona económica exclusiva de 200 millas. En diciembre de 1988, el presidente Reagan, mediante la Proclamación N.º 5928, extendió las aguas territoriales de los Estados Unidos de tres millas náuticas a doce millas náuticas por motivos de seguridad nacional. Sin embargo, una opinión legal del Departamento de Justicia cuestionó la autoridad constitucional del presidente para extender la soberanía, ya que el Congreso tiene el poder de hacer leyes sobre el territorio que pertenece a los EE. UU. según la Constitución de los Estados Unidos. En cualquier caso, el Congreso debe aprobar leyes que definan si las aguas extendidas, incluidos los derechos sobre el petróleo y minerales, están bajo control estatal o federal.

### Revisión de la CONVEMAR
De 1983 a 1990, Estados Unidos intentó establecer un régimen alternativo para la explotación de los minerales de los fondos marinos profundos. Se llegó a un acuerdo con otras naciones mineras de los fondos marinos y se otorgaron licencias a cuatro consorcios internacionales. Al mismo tiempo, se estableció una Comisión Preparatoria para preparar la eventual entrada en vigor de las reclamaciones reconocidas por la Convención por parte de los solicitantes, patrocinadas por los signatarios de la Convención. Se resolvieron las superposiciones entre los dos grupos, pero una disminución en la demanda de minerales del lecho marino hizo que el régimen sobre el lecho marino fuera significativamente menos relevante. Además, el declive del socialismo y la caída del comunismo a fines de la década de 1980 habían eliminado gran parte del apoyo a algunas de las disposiciones más polémicas de la Parte XI.
En 1990, se iniciaron consultas entre signatarios y no signatarios (incluido Estados Unidos) sobre la posibilidad de modificar la Convención para permitir que los países industrializados se adhieran a ella. El resultante Acuerdo sobre la Implementación de 1994 fue adoptado como un convenio internacional vinculante. Mismo que ordenaba que no se aplicaran artículos clave, incluidos aquellos sobre la limitación de la producción de los fondos marinos y la transferencia obligatoria de tecnología, que los Estados Unidos, si se convertía en miembro, se le garantizaría un puesto en el Consejo de la Autoridad Internacional de los Fondos Marinos, y finalmente, que la votación se haría en grupos, y cada grupo podría bloquear decisiones sobre asuntos sustantivos. El Acuerdo de 1994 también estableció un Comité de Finanzas que originaría las decisiones financieras de la Autoridad, del cual los donantes más importantes serían automáticamente miembros y en el cual las decisiones se tomarían por consenso.
Por lo tanto, se negociaron modificaciones a esa disposición y se finalizó un acuerdo de enmienda en julio de 1994. Estados Unidos firmó el Acuerdo en 1994 en el que reconoce la Convención como derecho internacional general, pero no la ha ratificado hasta el momento. La Convención de las Naciones Unidas sobre el Derecho del Mar entró en vigor en noviembre de 1994 con las sesenta ratificaciones necesarias.

### Últimos avances
El 24 de abril de 2004, Jeane Kirkpatrick (embajadora de la administración Reagan ante las Naciones Unidas entre 1981 y 1985), testificó contra la ratificación del tratado por parte de Estados Unidos ante el Comité de Servicios Armados del Senado, en el que argumentó que «Visto desde la perspectiva de los intereses estadounidenses y los principios de la Administración Reagan , fue un mal acuerdo», y que «su ratificación disminuirá nuestra capacidad de autogobierno, incluida, en última instancia, nuestra capacidad de autodefensa».
El 11 de abril de 2006, el Tribunal Arbitral del Anexo VII de la Convención de las Naciones Unidas sobre el Derecho del Mar, de cinco miembros, presidido por el juez Stephen M. Schwebel, tras dos años de procedimientos judiciales internacionales, dictó el histórico Laudo Barbados/Trinidad y Tobago, que resolvió la delimitación de la frontera marítima (en los sectores este, centro y oeste) a satisfacción de ambas partes y comprometiendo a Barbados y a Trinidad y Tobago a resolver su disputa pesquera mediante la celebración de un nuevo Acuerdo Pesquero.
El 15 de mayo de 2007, el presidente de los Estados Unidos, George W. Bush, anunció que había instado al Senado a aprobar la CONVEMAR.
El 20 de septiembre de 2007, un Tribunal Arbitral constituido bajo la CONVEMAR emitió su decisión sobre una disputa fronteriza marítima de larga data entre Guyana y Surinam, que contenía un fallo que culpaba a ambas naciones por violar las obligaciones del tratado.
El 31 de octubre de 2007, el Comité de Relaciones Exteriores del Senado votó 17 a 4 para enviar el tratado al pleno del Senado de los Estados Unidos para su votación.
El 13 de enero de 2009, hablando en su audiencia de confirmación en el Senado como candidata a secretaria de estado de los Estados Unidos, la senadora Hillary Clinton dijo que la ratificación de la CONVEMAR sería una prioridad para ella.
El 23 de mayo de 2012, la Secretaria de Estado Hillary Clinton testificó ante el Comité de Relaciones Exteriores del Senado de los Estados Unidos y abogó por la ratificación del tratado. Durante la misma audiencia, el secretario de Defensa Leon Panetta y el presidente del Estado Mayor Conjunto Martin Dempsey, también instaron a la rápida ratificación de la CONVEMAR.
El 14 de junio de 2012, el Comité de Relaciones Exteriores del Senado de EE. UU. celebró la audiencia llamada «24 Star», en la que participaron seis generales y almirantes de cuatro estrellas que representaban a todas las ramas de las Fuerzas Armadas de los EE. UU. Cada testigo, incluidos el vicepresidente del Estado Mayor Conjunto; el Jefe de Operaciones Navales; el Comandante de la Guardia Costera; el Comandante del Comando de Transporte de los Estados Unidos; el Comandante del Comando Norte de Estados Unidos y el Comandante del Comando del Pacífico de los Estados Unidos, testificó a favor de ratificar el tratado.
El 28 de junio de 2012, la Cámara de Comercio de EE. UU., El American Petroleum Institute (API), la Asociación Nacional de Fabricantes (AMF) y Verizon Communications testificaron ante el Comité de Relaciones Exteriores del Senado de EE. UU. que la CONVEMAR reforzaría la economía de los EE. UU. y ayudaría a crear empleos estadounidenses.
El 16 de julio de 2012, 34 senadores republicanos firmaron una carta dirigida al presidente del Comité de Relaciones Exteriores del Senado de los Estados Unidos, John Kerry, en la que se comprometían a votar en contra del tratado. Debido a que la ratificación de un tratado en los EE. UU. requiere que 2/3 del Senado de los Estados Unidos vote por su aprobación, 34 signatarios son suficientes para detener la ratificación del tratado. Sin embargo, la senadora Lisa Murkowski dijo más tarde que la votación para denegar la aprobación en 2012 fue puramente política y que la Cámara de Comercio de Estados Unidos entregaría suficientes votos republicanos para la aprobación en una sesión.

## Debate

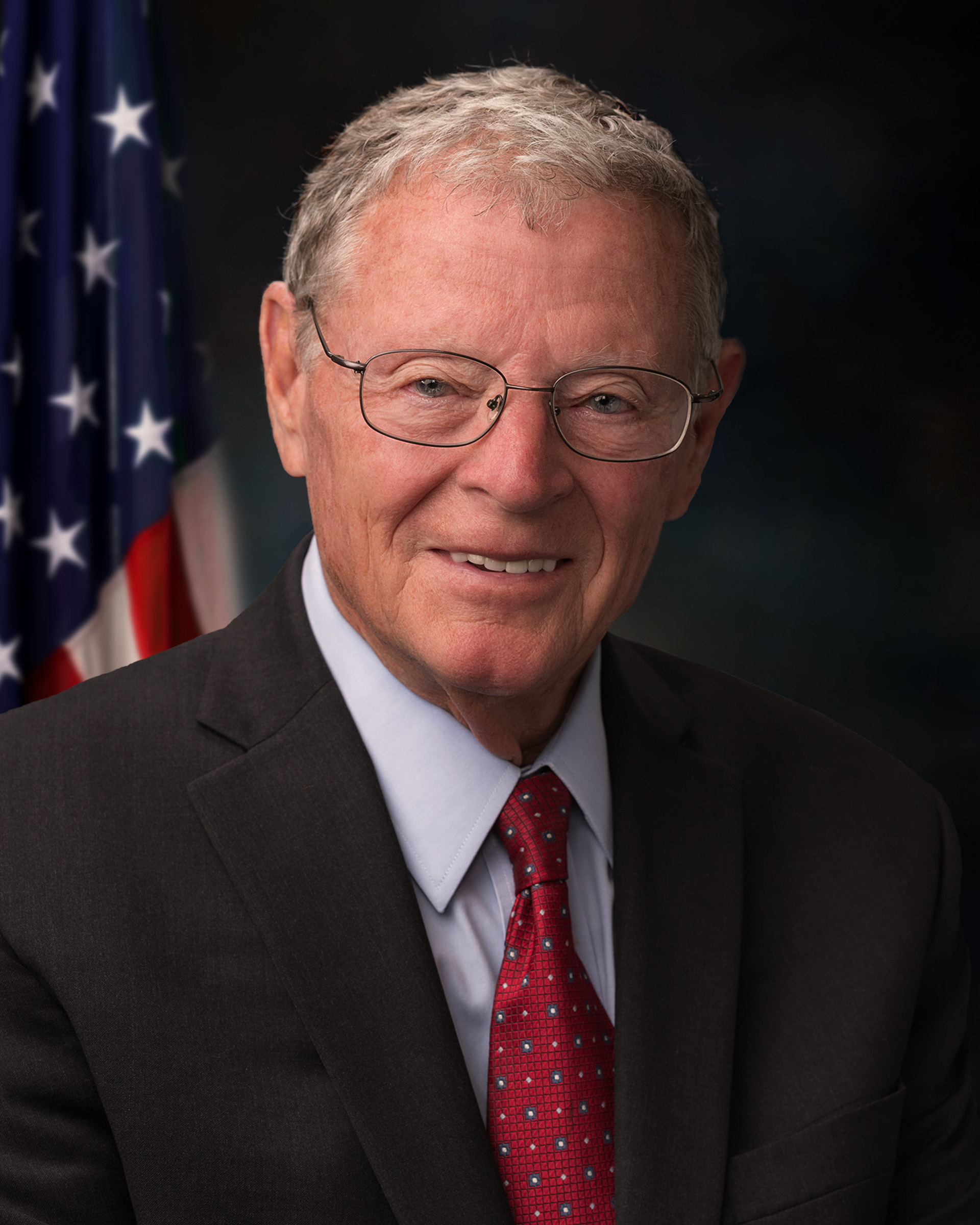
El político Jim Inhofe, quien se muestra en contra de la ratificación del tratado

En los Estados Unidos ha habido un vigoroso debate sobre la ratificación del tratado, con críticas provenientes principalmente de políticos conservadores que consideran que la participación en algunas organizaciones y tratados internacionales es perjudicial para los intereses nacionales de Estados Unidos. Un grupo de senadores republicanos liderados por Jim Inhofe de Oklahoma bloqueó la ratificación estadounidense de la Convención, alegando que afectaría la soberanía estadounidense. Otros expertos han argumentado que aunque la administración Bush, El Pentágono y el Comité de Relaciones Exteriores del Senado favorecieron la ratificación, otros comités del Congreso de los Estados Unidos que poseen jurisdicción de supervisión aún no han realizado una revisión pública abierta, transparente y sustantiva de los importantes tratados regulatorios y judiciales ambientales de esta compleja significancia del tratado, su relación con las disposiciones de otros tratados ambientales multilaterales, y la necesidad de enmendar las leyes y/o regulaciones federales ambientales, de vida silvestre, químicas y de perforación en alta mar de los EE. UU. para implementar las obligaciones legales internacionales que los EE. UU. asumirían al ratificar la CONVEMAR. Es discutible si tal revisión habría revelado la relación entre los esfuerzos de adhesión de Estados Unidos a la CONVEMAR, la legislación ambiental propuesta previamente por miembros de la 111.° legislatura del Congreso y las políticas sobre los  océanos adoptadas por la administración Obama.

## Lectura adicional
| Recursos generales - Texto del tratado - Legal comments on ratifications of UNCLOS III convention on the law of the sea NELSON L. - CHURCHILL R. (2001). «Declarations, Statements and 'Disguised Reservations' with Respect to the Convention on the Law of the Sea». International and Comparative Law Quarterly (en inglés): 767-786. - LARSON D. e.a. (1998). «United Kingdom: Accession to the UN Convention on the Law of the sea». The International Journal of Marine and Coastal Law (en inglés) (2): 263-273. - ANDERSON D. (1995). «An Analysis of the Ratification of the UN Convention on the Law of the Sea». Ocean Development & International Law (en inglés) (3): 287-303. - «Legal Implications of the Entry Into Force of the UN Convention on the Law of the Sea». International and Comparative Law Quarterly (en inglés): 313-326. 1995. - «What Goes Around, Comes Around: How UNCLOS Ratification Will Herald Europe’s Precautionary Principle as U.S. Law». Working Paper and Abstract available online (en inglés) (Social Science Research Network). Fuentes en favor del tratado - Don Kraus, Vice President of Government Relations for Citizens for Global Solutions (6 de junio de 2007). «Time to Ratify the Law of the Sea». Foreign Policy in Focus. en-US. - «Take ACTION to Help Us Ratify the Law of the Sea Treaty». Citizens for Global Solutions. en. 7 de junio de 2007. - President Bush Supports the Law of the Sea Convention, Assistant to the President for National Security Affairs letter to the Chairman of the Senate Foreign Relations Committee, 8 de febrero de 2007. - Barbados/Trinidad and Tobago and XXVII UNRIAA 147 and Award Series - Barbados/Trinidad and Tobago Analysis and Award's Map and Coalter Lathrop Map and 22 IJMCL 7-60 2007 and NILOS and NILOS Online Papers and NILOS New Website and 39 GWILR pp.573-620 2007 No.3and Archivado el 6 de julio de 2009 en Wayback Machine. - MOORE J.; SCHACHTE W. «The Senate Should Give Immediate Advice and Consent to the Law of the Sea Convention: Why the Critics Are Wrong». Columbia Journal of International Affairs (en inglés estadounidense) 59 (1). - Senador Richard Lugar (4 de mayo de 2004). «The Law of the Sea Convention: The Case for Senate Action» (en inglés estadounidense). Address at Brookings Institution. Archivado desde el original el 11 de julio de 2007. Consultado el 20 de diciembre de 2020. \|archiveurl= y \|urlarchivo= redundantes (ayuda); \|archivedate= y \|fechaarchivo= redundantes (ayuda); \|urlmuerta= y \|deadurl= redundantes (ayuda) - Paul Kelly, Senior Vice President, Rowan Companies, Inc. (19 de abril de 2005). «Evaluating the Impact of the Law of the Sea Treaty on Future Offshore Drilling» (en inglés estadounidense). Global Offshore Drilling 2005 Conference. | - Comandante James Kraska (24 de octubre de 2006). «The Law of the Sea Convention: A National Security Success». Symposium in Remembrance of Louis B. Sohn (en inglés estadounidense). The George Washington University School of Law. - Sandalow, David (16 de mayo de 2004). «Ocean Treaty Good for US» (en inglés estadounidense). The Washington Times. - Oxman, Bernard (5 de abril de 2005). «Another Side of the Sea Treaty Debate» (en inglés estadounidense). The Washington Times. Archivado desde el original el 20 de octubre de 2008. Consultado el 20 de diciembre de 2020. - Benjamin Friedman; Daniel Freidman (20 de noviembre de 2004). «How the Law of the Sea Convention Benefits the United States» (en inglés). Bipartisan Study Group. Archivado desde el original el 17 de diciembre de 2008. Consultado el 20 de diciembre de 2020. \|archiveurl= y \|urlarchivo= redundantes (ayuda); \|archivedate= y \|fechaarchivo= redundantes (ayuda); \|urlmuerta= y \|deadurl= redundantes (ayuda) - Galdorisi, George (Marzo de 2003). A U.N. Treaty We Can All Support (en inglés estadounidense). Naval Institute Proceedings. pp. 74-77. Archivado desde el original el 5 de septiembre de 2012. Consultado el 20 de diciembre de 2020. \|archiveurl= y \|urlarchivo= redundantes (ayuda); \|archivedate= y \|fechaarchivo= redundantes (ayuda); \|urlmuerta= y \|deadurl= redundantes (ayuda) Fuentes en contra del tratado - Law of the Sea Treaty Information Center Archivado el 9 de septiembre de 2018 en Wayback Machine. - Ridenour, David A. (Agosto de 2006). «Ratification of the Law of the Sea Treaty: A Not-So-Innocent Passage» (en inglés estadounidense). National Center for Public Policy Research. Archivado desde el original el 27 de septiembre de 2007. Consultado el 20 de diciembre de 2020. \|archiveurl= y \|urlarchivo= redundantes (ayuda); \|archivedate= y \|fechaarchivo= redundantes (ayuda); \|urlmuerta= y \|deadurl= redundantes (ayuda) - Rabkin, Jeremy (1 de junio de 2006). «The Law of the Sea Treaty: A Bad Deal for America» (en inglés estadounidense). Competitive Enterprise Institute. - Edwin Meese, III; Baker Spring; Brett D. Schaefer (16 de mayo de 2007). «The United Nations Convention on the Law of the Sea: The Risks Outweigh the Benefits» (en inglés estadounidense). The Heritage Foundation. Archivado desde el original el 11 de marzo de 2010. Consultado el 20 de diciembre de 2020. \|archiveurl= y \|urlarchivo= redundantes (ayuda); \|archivedate= y \|fechaarchivo= redundantes (ayuda); \|urlmuerta= y \|deadurl= redundantes (ayuda) - Donovan, Carrie E. (2 de abril de 2004). «The Law of the Sea Treaty» (en inglés estadounidense). Heritage Foundation. Archivado desde el original el 24 de febrero de 2010. Consultado el 20 de diciembre de 2020. \|archiveurl= y \|urlarchivo= redundantes (ayuda); \|archivedate= y \|fechaarchivo= redundantes (ayuda); \|urlmuerta= y \|deadurl= redundantes (ayuda) - Gaffney, Frank (24 de febrero de 2004). «Deep-Six this Treaty». The Washington Times (en inglés estadounidense). - Cohen, Bonner (Noviembre de 2005). «Law of the Sea Treaty Could Prove Dangerous to America» (en inglés estadounidense). National Center for Public Policy Research. Archivado desde el original el 28 de febrero de 2017. Consultado el 20 de diciembre de 2020. \|archiveurl= y \|urlarchivo= redundantes (ayuda); \|archivedate= y \|fechaarchivo= redundantes (ayuda); \|urlmuerta= y \|deadurl= redundantes (ayuda) - Schlafly, Phyllis (21 de mayo de 2007). «Deep-Six the Law of the Sea» (en inglés estadounidense). Townhall.com. Archivado desde el original el 5 de octubre de 2012. Consultado el 20 de diciembre de 2020. \|archiveurl= y \|urlarchivo= redundantes (ayuda); \|archivedate= y \|fechaarchivo= redundantes (ayuda); \|urlmuerta= y \|deadurl= redundantes (ayuda) - Gaffney, Frank (4 de mayo de 2004). «LOST at Sea». The Washington Times (en inglés estadounidense). - Gaffney, Frank (28 de enero de 2005). «Protect U.S. Sovereignty: Sink the Law of the Sea Treaty» (en inglés estadounidense). Human Events Online. Archivado desde el original el 29 de marzo de 2012. Consultado el 20 de diciembre de 2020. \|archiveurl= y \|urlarchivo= redundantes (ayuda); \|archivedate= y \|fechaarchivo= redundantes (ayuda); \|urlmuerta= y \|deadurl= redundantes (ayuda) - Buchanan, Patrick J. (28 de febrero de 2005). «Should the U.N. Be Lord of the Oceans?» (en inglés estadounidense). Archivado desde el original el 25 de febrero de 2021. Consultado el 20 de diciembre de 2020. \|archiveurl= y \|urlarchivo= redundantes (ayuda); \|archivedate= y \|fechaarchivo= redundantes (ayuda); \|urlmuerta= y \|deadurl= redundantes (ayuda) - North, Oliver (3 de abril de 2005). «Trojan Horse Sea Law». The Washington Times (en inglés estadounidense). |

- Datos: Q7892612